# Harry Sinden
Harold James Sinden, detto Harry (Collins Bay, 14 settembre 1932), è un ex hockeista su ghiaccio canadese.

## Palmarès

### Olimpiadi invernali
- 1 medaglia:
  - 1 argento (Squaw Valley 1960)

### Mondiali
- 1 medaglia:
  - 1 oro (Oslo 1958)